# Fußball-Europameisterschaft 2032
Die Fußball-Europameisterschaft 2032 (offiziell UEFA EURO 2032) soll als 19. Ausgabe des Turniers von Juni bis Juli 2032 ausgetragen werden. Verbliebene Bewerbung für die Rolle des Gastgebers ist eine Kooperation der Verbände aus der Türkei und Italien. Die formale Bestätigung des UEFA-Exekutivkomitees wurde am 10. Oktober 2023 in Nyon durchgeführt. Hinsichtlich der Teilnehmerzahl könnte das Turnier mit 32 Mannschaften anstatt der bis zur EM 2024 üblichen 24 Mannschaften ausgetragen werden.

## Vergabe
Für die Vergabe des Turniers mussten Staaten ein Angebot mit zehn Stadien einreichen, von denen eines über 60.000 Sitzplätze verfügt, eines – vorzugsweise zwei – über 50.000, vier über 40.000 und drei über 30.000 Plätze. Die Frist für die Interessensbekundung an der Austragung endete am 23. März 2022, die Abgabefrist für die Einreichung der vollständigen Bewerbungsunterlagen am 12. April 2022. Für die Austragung der Europameisterschaft bewarben sich Russland – trotz der zu diesem Zeitpunkt geltenden Sperrung des russischen Verbandes für UEFA-Wettbewerbe –, Italien und die Türkei. Russland und die Türkei bewarben sich gleichzeitig auch für die Austragung der Fußball-EM 2028. Italien hatte sich gegen eine weitere Bewerbung entschieden, da sich der Verband für 2032 bessere Chancen ausrechnete; bis zu diesem Zeitpunkt könnte auch die Modernisierung seiner Stadien erfolgt sein. Am 2. Mai 2022 lehnte die UEFA die Bewerbungen Russlands für 2028 und 2032 ab, wegen weiterer Sanktionen nach dem kriegerischen Überfall auf die Ukraine. Als Bewerber verblieben damit die Türkei und Italien. Am 28. Juli 2023 wurde bekannt, dass die Türkei beabsichtigt, ihre Bewerbung mit der von Italien zusammenzuführen. Am 10. Oktober 2023 ernannte das UEFA-Exekutivkomitee die beiden Verbände zur gemeinsamen Ausrichtung der EM 2032. Die Voraussetzung, dass die Staaten „nahe beieinander“ liegen müssen, sah die UEFA als erfüllt.

## Vorgeschlagene Austragungsorte
Italien wie die Türkei bewarben sich jeweils mit einer Liste von zehn Stadien als Austragungsorte. Die endgültige Liste mit zehn Spielorten, fünf pro Ausrichter, soll 2026 veröffentlicht werden.

### Italien
| Ort      | Stadion                       | Kapazität       | Bild |
| -------- | ----------------------------- | --------------- | ---- |
| Bari     | Stadio San Nicola             | 58.270          |      |
| Bologna  | Stadio Renato Dall’Ara        | 30.325          |      |
| Cagliari | Stadio Cagliari               | 30.000 (Neubau) |      |
| Florenz  | Stadio Artemio Franchi        | 40.000          |      |
| Genua    | Stadio Luigi Ferraris         | 33.205          |      |
| Mailand  | Stadio Giuseppe Meazza        | 75.817          |      |
| Neapel   | Stadio Diego Armando Maradona | 54.726          |      |
| Rom      | Stadio Olimpico               | 70.634          |      |
| Turin    | Juventus Stadium              | 41.507          |      |
| Verona   | Stadio Marcantonio Bentegodi  | 39.211          |      |

### Türkei
| Ort                   | Stadion                            | Kapazität       | Bild |
| --------------------- | ---------------------------------- | --------------- | ---- |
| Ankara                | Yeni Ankara 19 Mayıs Stadyumu      | 45.000 (im Bau) |      |
| Antalya               | Antalya Stadyumu                   | 32.537          |      |
| Bursa                 | Bursa Büyükşehir Belediye Stadyumu | 43.361          |      |
| Eskişehir             | Eskişehir Yeni Atatürk Stadı       | 34.930          |      |
| Gaziantep             | Gaziantep Stadyumu                 | 33.502          |      |
| Istanbul (Başakşehir) | Atatürk Olimpiyat Stadyumu         | 74.753          |      |
| Istanbul (Kadıköy)    | Şükrü Saracoğlu Stadı              | 47.834          |      |
| Istanbul (Sarıyer)    | Ali Sami Yen Spor Kompleksi        | 52.280          |      |
| Konya                 | Konya Büyükşehir Belediye Stadyumu | 42.000          |      |
| Trabzon               | Şenol Güneş Spor Kompleksi         | 40.782          |      |